# 台湾清真产业品质保证推广协会
台湾清真产业品质保证推广协会（英語：Taiwan Halal Integrity Development Association），簡稱THIDA，是台湾一家清真认证机构，總部位在台北文化清真寺。

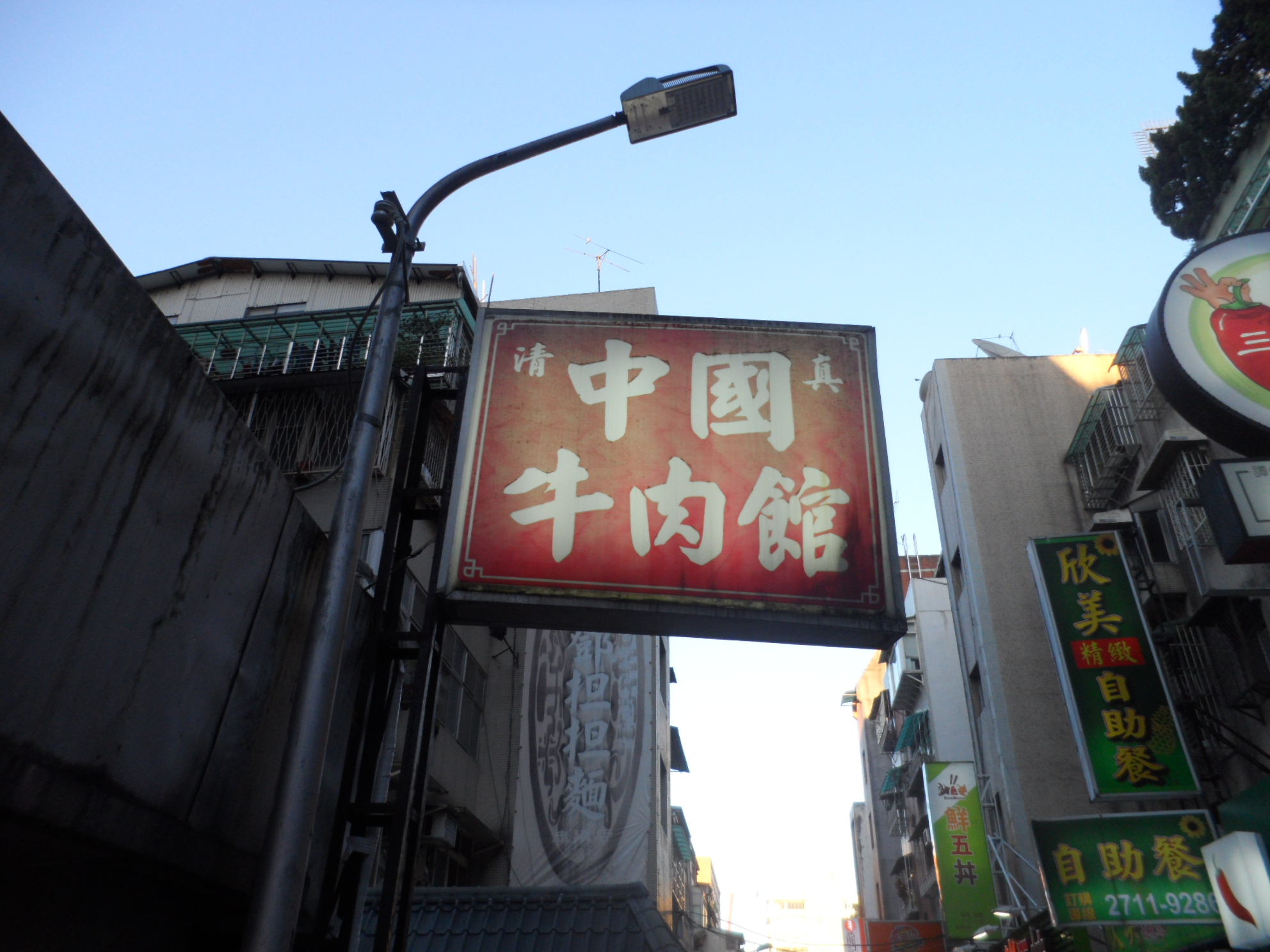
台北大安区的一家中国清真餐馆。

## 历史
THIDA于2011年5月7日在台北开张。协会经理、经济代表、商人和大约300家台湾清真友好协会公司及其在台湾的相关派系出席了开张式。它也是世界清真食品理事会的成员。

## 目的
该协会的目的是：
- 确保所有穆斯林消费者在世界任何地方的清真性；
- 保护当地认证机构的清真完整性免遭一小部分害群之马的错误举动和处理所害；
- 避免可能影响其他守法企业的兴趣的错误引起的后果；
- 允许在教法和技术领域分享每一家单独清真寺的有限资源。

## 组织结构
- 大会
- 董事会及监事会
- 总裁
- 书记
  - 清真产业促进
    - 贸易展
    - 业务集成
    - 国际关系

  - 清真认证
    - 评价考核
    - 审计监督
    - 教育和培训

  - 管理
    - 法律事务
    - 财政
    - 文件

  - 咨询
    - 合作
    - 行业咨询